# Carlos Atanes
Carlos Atanes (ur. 8 listopada 1971 w Barcelonie) – hiszpański reżyser, producent, dramaturg i scenarzysta. Autor filmów pełno- i krótkometrażowych.
Jest autorem kilku filmów krótkometrażowych (m.in. The Metamorphosis of Franz Kafka z 1994) oraz filmów FAQ (2004), PROXIMA (2007), Maximum Shame (2010) oraz Gallino, the Chicken System (2012).
Oprócz pracy jako scenarzysta i dramaturg Carlos Atanes opublikował kilka książek i esejów na tematy kulturowe, kinematograficzne i magii chaosu.

## Filmografia

### Filmy fabularne
Pełnometrażowe
- 2012: Gallino, the Chicken System
- 2010: Maximum Shame
- 2007: PROXIMA
- 2004: FAQ: Frequently Asked Questions
- 2003: Perdurabo (Where is Aleister Crowley?)

Krótkometrażowe
- 2024: Alter Ego Film project (fragment Autofocus)[1]
- 2017: Romance bizarro
- 2009: Scream Queen
- 1999: Welcome to Spain
- 1999: The Seven Hills of Rome
- 1997: Borneo
- 1996: Morfing
- 1995: Metaminds & Metabodies
- 1994: Triptico
- 1993: La Metamorfosis de Franz Kafka
- 1993: El Tenor mental
- 1992: El Parc
- 1991: The Marvellous World of the Cucu Bird
- 1991: Morir de calor
- 1991: Els Peixos argentats a la peixera
- 1990: Romanzio in el sècolo ventuno
- 1990: Le Descente à l’enfer d’un poète
- 1989: La Ira

### Filmy dokumentalne
- 2008: Made in Próxima
- 2000: Cyberspace Under Control

## Teatr
- 2021: Batory (Madryt)
- 2019: Antimateria (Teneryfa)
- 2019: ¿Hasta cuándo estáis? (Madryt)
- 2019: A Praga y vámonos (Madryt)
- 2018: La incapacidad de exprimirte (Madryt)
- 2018: La línea del horizonte (Madryt)
- 2018: Chéjov bajo cero (Malaga)
- 2017: Sexo y tortilla (Madryt)
- 2017: Pasión mostrenca (Madryt)
- 2016: La abuela de Frankenstein (Madryt)
- 2016: Love is in the box (Madryt)
- 2015: Caminando por el valle inquietante (Madryt)
- 2015: Un genio olvidado (Un rato en la vida de Charles Howard Hinton) (Madryt)
- 2015: Santos varones (Madryt)
- 2015: Porno emocional (Madryt)
- 2014: La quinta estación del puto Vivaldi (Madryt)
- 2014: El grifo de 5.000.000 euros (Madryt)
- 2014: El vello público (Madryt)
- 2014: Los ciclos atánicos (Madryt)
- 2013: El triunfo de la mediocridad (Madryt)
- 2013: Necrofilia fina (Madryt)
- 2013: Secretitos (Madryt)
- 2013: Romance Bizarro (Madryt)
- 2012: La Lluvia (Madryt)
- 2012: La Depredadora (Leganés)
- 2011: El Hombre de la Pistola de Nata (Madryt)
- 2011: La Cobra en la Cesta de Mimbre (Madryt)

## Książki
- 2024: Perplejidad (Aleister Crowley en la Boca del Infierno)
- 2024: Antimateria
- 2024: Querida - Vom Leid und der Selbstermächtigung einer Puppe (ilustrowana powieść Jana van Rijna, edycja limitowana)
- 2021: Filmar los sueños
- 2021: La invasión de los ultracuerpos, de Philip Kaufman (wielu autorów)
- 2020: Cine que hoy no se podría rodar (wielu autorów)
- 2020: Eyes Wide Shut (wielu autorów)
- 2020: Space Fiction: Visiones de lo cósmico en la ciencia ficción (wielu autorów)
- 2019: De Arrebato a Zulueta (wielu autorów)
- 2018: Magia del Caos para escépticos
- 2018: Demos lo que sobre a los perros
- 2017: Un genio olvidado (Un rato en la vida de Charles Howard Hinton)
- 2016: In the Woods & on the Heath (książka artystyczna  Jan van Rijn - wielu autorów)
- 2013: Aleister Crowley in the Mouth of Hell (The screenplay never filmed)
- 2010: La Bestia en la pantalla. Aleister Crowley y el cine fantástico (wielu autorów)
- 2007: Los trabajos del director
- 2003: El hombre de la pistola de nata
- 2002: Confutatis Maledictis
- 2002: La cobra en la cesta de mimbre
- 2001: Combustión espontánea de un jurado